# Frank Oz

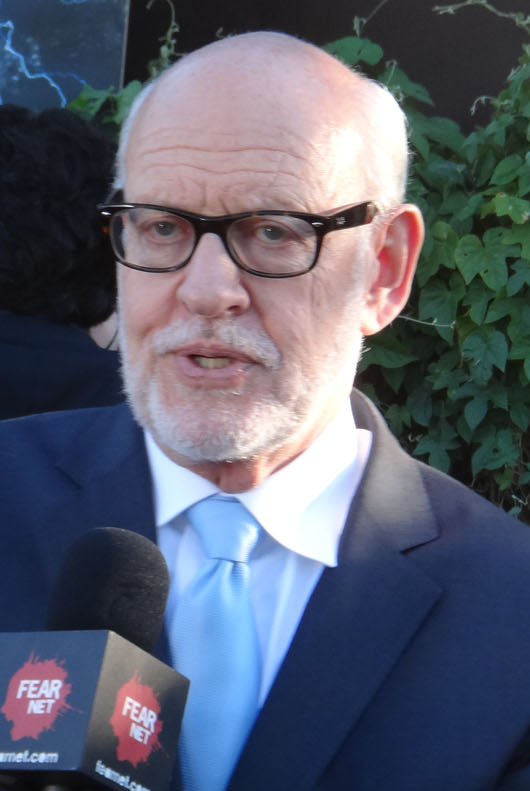
Frank Oz (2012)

Frank Oz (* 25. Mai 1944 in Hereford, England als Richard Frank Oznowicz) ist ein britisch-US-amerikanischer Schauspieler, Puppenspieler und Regisseur. Zu den bekannten Figuren, die Oz spielte, gehörten Miss Piggy, Fozzie Bär, Bert und Yoda. Zu den Filmen, in denen Oz Regie führte, zählen Der kleine Horrorladen und Die Frauen von Stepford.

## Leben und Wirken
Frank Oznowicz wurde im englischen Hereford als Sohn der beiden Puppenspieler Isidore und Frances Oznowicz geboren. Sein jüdischer Vater war ein niederländischer Staatsangehöriger mit familiären Wurzeln in Polen, während seine aus Flandern stammende belgische Mutter Katholikin war. Seine Eltern waren im Zuge der deutschen Invasion der Niederlande nach England geflohen, wo Isidore zeitweilig Mitglied der niederländischen Exil-Einheit Prinses Irene Brigade geworden war. Nach Kriegsende zog die Familie zunächst nach Belgien, wo Oz seine ersten Lebensjahre verbrachte. 1951 immigrierten seine Eltern mit ihm in die USA, wo die Familie schließlich im kalifornischen Oakland sesshaft wurde.
Seine ersten Auftritte hatte er 1956 im Alter von 12 Jahren. Oz spielte in seiner Jugend bei Supermarkteröffnungen, Kirchenfesten, Geburtstagspartys und Ausstellungen ein buntes Programm verschiedener Nummern. Den Plan, seine Karriere dem Puppenspiel zu widmen, hatte Oz allerdings nie.
1963 traf Oz mit 19 Jahren auf einem Puppenspielertreffen Jim Henson und arbeitete danach auch für ihn. Anfangs traute sich Oz dabei noch nicht zu, die Puppen auch zu sprechen. Bei seinen ersten Rollen für Henson spielte Oz die Puppen, Henson aber sprach den Text. Aus der Zusammenarbeit erwuchsen die bekannten (Kinder-)Sendungen Sesamstraße (engl. Sesame Street) und die Muppet Show. Für Henson spielte er Bert (die gelbe Figur des Duos Ernie und Bert) aus der Sesamstraße und Fozzie-Bär, Sam den Adler, den Schlagzeuger Animal und Marvin Suggs aus der Muppet Show. Oz war dabei maßgeblich, die Persönlichkeiten der einzelnen Puppen zu entwickeln. Für Henson war er „der größte Puppenspieler der Welt.“
George Lucas engagierte Oz als Spieler der Yoda-Puppe in den Star-Wars-Filmen Das Imperium schlägt zurück (1980) und Die Rückkehr der Jedi-Ritter (1983). Viele Jahre später kehrte er für Star Wars: Episode I – Die dunkle Bedrohung (1999) in diese Rolle zurück. Oz kreierte auch den eigentümlichen Satzbau des weisen Yoda. In den späteren Filmen Star Wars: Episode II – Angriff der Klonkrieger (2002) und Star Wars: Episode III – Die Rache der Sith (2005) lieh Oz der Figur nur noch seine Stimme, da Yoda computeranimiert war und keine Puppe mehr eingesetzt wurde. Fast 40 Jahre nach seinem ursprünglichen Auftritt kehrte Oz ein weiteres Mal als Puppenspieler und Sprecher der Figur Yoda zurück. In Star Wars: Die letzten Jedi (2017) hat er einen kurzen Auftritt an der Seite von Mark Hamill, mit dem er auch in Das Imperium schlägt zurück und Die Rückkehr der Jedi Ritter seine Szenen teilte.
Seine erste Regiearbeit mit Henson war Der dunkle Kristall (engl. Orig.: The Dark Crystal, 1982). Henson bat Oz um Hilfe bei der Produktion. Das Erlebnis war für Oz so erfolgreich, dass er daraufhin bei mehreren Filmen allein Regie führte. Allein führte er bei den Filmen Die Muppets erobern Manhattan und Der kleine Horrorladen (The Little Shop of Horrors) Regie. Nach eigenen Angaben war er auch für Harry-Potter-Filme angefragt, lehnte aber ab. Darüber hinaus arbeitet Oz auch im Theater als Regisseur.
Daneben füllte Oz zahlreiche kleinere Filmrollen aus. Er spielte u. a. in Filmen von John Landis mit, beispielsweise in Blues Brothers, American Werewolf, Spione wie wir und Die Glücksritter. 2019 war Oz in Knives Out – Mord ist Familiensache zu sehen.

## Filmografie (Auswahl)

### Regiearbeiten
- 1981: Die große Muppet-Sause (The Great Muppet Caper)
- 1982: Der dunkle Kristall (The Dark Crystal) – Regie & Puppenspiel gemeinsam mit Jim Henson
- 1984: Die Muppets erobern Manhattan (The Muppets Take Manhattan)
- 1986: Der kleine Horrorladen (Little Shop of Horrors)
- 1988: Zwei hinreißend verdorbene Schurken (Dirty Rotten Scoundrels)
- 1991: Was ist mit Bob? (What About Bob?)
- 1992: Housesitter – Lügen haben schöne Beine (HouseSitter)
- 1995: Der Indianer im Küchenschrank (The Indian in the Cupboard)
- 1997: In & Out
- 1999: Bowfingers große Nummer (Bowfinger)
- 2001: The Score
- 2004: Die Frauen von Stepford (The Stepford Wives)
- 2007: Sterben für Anfänger (Death at a Funeral)
- 2020: In & Of Itself

### Puppen- und Sprechrollen
- Star Wars: Yoda
  - 1980: Das Imperium schlägt zurück (The Empire Strikes Back) – Puppenspiel & Originalstimme
  - 1983: Die Rückkehr der Jedi-Ritter (Return of the Jedi) – Puppenspiel & Originalstimme
  - 1999: Star Wars: Episode I – Die dunkle Bedrohung (Star Wars: Episode I – The Phantom Menace) – Puppenspiel & Originalstimme
  - 2002: Star Wars: Episode II – Angriff der Klonkrieger (Star Wars: Episode II – Attack of the Clones) – Originalstimme
  - 2005: Star Wars: Episode III – Die Rache der Sith (Star Wars: Episode III – Revenge of the Sith) – Originalstimme
  - 2014–2016: Star Wars Rebels – Originalstimme
  - 2017: Star Wars: Die letzten Jedi (Star Wars: The Last Jedi) – Puppenspiel & Originalstimme
  - 2019: Star Wars: Der Aufstieg Skywalkers (Star Wars: The Rise of Skywalker) – Originalstimme
- 2001: Die Monster AG (Monsters, Inc.) als Fungus (Originalstimme)
- 2005: Zathura – Ein Abenteuer im Weltraum (Zathura) als Roboter iO (Originalstimme)
- 2015: Alles steht Kopf (Inside Out) als Subconscious Guard Dave (Originalstimme)

### Rollen vor der Kamera
- 1965: Alpträume (Time Piece)
- 1980: Blues Brothers (The Blues Brothers)
- 1981: American Werewolf (An American Werewolf In London)
- 1983: Die Glücksritter (Trading Places)
- 1985: Spione wie wir (Spies Like Us)
- 1998: Blues Brothers 2000
- 2019: Knives Out – Mord ist Familiensache (Knives Out)

## Auszeichnungen
- 1998: Creative Achievement Award im Rahmen der American Comedy Awards
- 2012: Life Career Award im Rahmen der Saturn-Award-Verleihung 2012
- 2024: Auszeichnung als Disney Legend[6]